# Helmut Altrichter
Helmut Altrichter (n. Moletein, Checoslovaquia; 7 de noviembre de 1945) es un historiador alemán. Actualmente ocupa la cátedra de historia europea central y oriental en la Universidad de Erlangen-Núremberg.

## Vida
En 1964 realizó la selectividad en el instituto Melanchthon-Gymnasium en Nürnberg. En 1970 aprobó las oposiciones estatales como personal docente para las asignaturas de historia, alemán y conocimiento del medio. En 1974 se doctoró por la Universidad de Erlangen de la mano de Karl-Heinz Ruffmann y en 1982 obtuvo su habilitación académica. Altrichter es desde 1990 professor en la Universidad de Erlangen. Desde 1993 hasta 1999 fue presidente de la Asociación de Historiadores de Europa Central y Oriental. Además es el presidente del Comité Científico del Instituto para Historia Contemporánea München-Berlin, del Centro de Humanidades para la Historia y Cultura de Europa Central del Este en Leipzig, así como del Instituto Histórico Alemán en Moscú.